# Breit-Rabi-Formel
Die Breit-Rabi-Formel (nach Gregory Breit und Isidor Isaac Rabi (1931)) beschreibt in der Atomphysik die Hyperfeinstruktur-Aufspaltung des Wasserstoffatoms und wasserstoffähnlicher Atome (mit Valenzelektron in der s-Schale) in Abhängigkeit eines externen Magnetfeldes. Ihr Nutzen besteht vor allem darin, dass sie auch im Übergangsbereich zwischen schwachen (Zeeman-Effekt) und starken Feldstärken (Paschen-Back-Effekt) quantitativ gültig ist. Dies ist beim Wasserstoffatom von besonderer Bedeutung, weil dessen Kern- und Hüllendrehimpuls schon bei geringen Flussdichten im Bereich {\displaystyle B\approx 0{,}05\,\mathrm {T} } entkoppeln.
Die Breit-Rabi-Formel ist ein Ausdruck für die Energieverschiebung eines Niveaus mit allgemeinem Kernspin {\displaystyle I} und magnetischer Quantenzahl des Gesamtdrehimpulses {\displaystyle m_{F}}, jedoch einem vorgegebenen Hüllendrehimpuls {\displaystyle J={\tfrac {1}{2}}}. Sie lautet:
{\displaystyle {W_{I\pm {\frac {1}{2}},m_{F}}=-{\frac {A}{4}}+g_{I}m_{F}\mu _{\mathrm {K} }B\pm {\frac {A(2I+1)}{4}}{\sqrt {1+{\frac {8m_{F}\left(g_{J}\mu _{\mathrm {B} }-g_{I}\mu _{\mathrm {K} }\right)}{(2I+1)^{2}A}}B+\left(2{\frac {g_{J}\mu _{\mathrm {B} }-g_{I}\mu _{\mathrm {K} }}{A(2I+1)}}B\right)^{2}}}}}
Dabei ist {\displaystyle A} die atomspezifische Hyperfeinstruktur-Kopplungskonstante, {\displaystyle \mu _{\mathrm {B} }} das Bohrsche und {\displaystyle \mu _{\mathrm {K} }} das Kernmagneton. {\displaystyle g_{J}} und {\displaystyle g_{I}} sind die Landé-Faktoren des Hüllendrehimpulses {\displaystyle J} bzw. Kernspins {\displaystyle I}.

## Herleitung für den Grundzustand des Wasserstoffatoms
Die Drehimpulse werden hier mit den Drehimpulsquantenzahlen beschrieben, die dem Betrag eines Drehimpulses in Einheiten der reduzierten Planck-Konstante {\displaystyle \hbar } entsprechen. Das Wasserstoffatoms hat einen Kernspin {\textstyle I={\frac {|{\vec {I}}|}{\hbar }}={\frac {1}{2}}}. Das einzige Elektron hat im Grundzustand ({\displaystyle l=0}) nur einen Spin-Drehimpuls, der gleichzeitig auch der gesamte Hüllendrehimpuls {\textstyle J={\frac {|{\vec {J}}|}{\hbar }}={\frac {1}{2}}} ist. Kernspin und Hüllendrehimpuls koppeln gemäß der Drehimpulsalgebra zum Gesamtdrehimpuls {\displaystyle {\vec {F}}={\vec {I}}+{\vec {J}}}. Die nun folgende Herleitung für diesen einfachsten Fall lässt sich für verschiedene Werte von {\displaystyle J} und {\displaystyle I} stark verallgemeinern. Das grundsätzliche Verfahren wird in der hier vorgestellten Form jedoch gut ersichtlich.
Der Hamiltonoperator der Hyperfeinstruktur mit einem B-Feld in z-Richtung ist:
{\displaystyle {\hat {H}}_{\mathrm {HFS} }=A{\frac {{\vec {I}}\cdot {\vec {J}}}{\hbar ^{2}}}+\left(g_{J}\mu _{\mathrm {B} }{\frac {J_{z}}{\hbar }}-g_{I}\mu _{\mathrm {K} }{\frac {I_{z}}{\hbar }}\right)B}
Dieser Hamilton-Operator wird nun in einer geeigneten Basis {\displaystyle |JIFm_{F}\rangle } diagonalisiert, die sich aus "guten Quantenzahlen" zusammensetzt; mit der Projektion des Drehimpulses {\displaystyle {\vec {F}}} auf die Richtung des Magnetfeldes {\textstyle m_{F}=m_{J}+m_{I}} (magnetische Quantenzahl). Der erste Summand des obigen Hamiltonian ist in dieser Basis diagonal und lässt sich ausdrücken als
{\displaystyle A{\frac {{\vec {I}}\cdot {\vec {J}}}{\hbar ^{2}}}={\frac {A}{2}}\left(F(F+1)-I(I+1)-J(J+1)\right)}
Die {\displaystyle z}-Komponenten {\displaystyle I_{z}} und {\displaystyle J_{z}} lassen sich mit dem Wigner-Eckart-Theorem ebenfalls in Matrix-Form darstellen. Die Zeilen bzw. Spalten sind links bzw. oben mit Indizes versehen, die als {\displaystyle (F|m_{F})} zu lesen sind. Abseits der Diagonalen sind fast alle Einträge null, außer denen mit {\displaystyle m_{F}=0}, die mischen.
{\displaystyle {\frac {\langle JIF'm_{F}'|J_{z}|JIFm_{F}\rangle }{\hbar }}=\left({\begin{array}{c|cccc}&\left(0|0\right)&\left(1|-1\right)&\left(1|0\right)&\left(1|1\right)\\\hline \left(0|0\right)&0&0&{\frac {1}{2}}&0\\\left(1|-1\right)&0&-{\frac {1}{2}}&0&0\\\left(1|0\right)&{\frac {1}{2}}&0&0&0\\\left(1|1\right)&0&0&0&{\frac {1}{2}}\end{array}}\right)}
Analog folgt für die {\displaystyle z}-Komponente des Kernspins:
{\displaystyle {\frac {\langle JIF'm_{F}'|I_{z}|JIFm_{F}\rangle }{\hbar }}=\left({\begin{array}{c|cccc}&\left(0|0\right)&\left(1|-1\right)&\left(1|0\right)&\left(1|1\right)\\\hline \left(0|0\right)&0&0&-{\frac {1}{2}}&0\\\left(1|-1\right)&0&-{\frac {1}{2}}&0&0\\\left(1|0\right)&-{\frac {1}{2}}&0&0&0\\\left(1|1\right)&0&0&0&{\frac {1}{2}}\end{array}}\right)}
Addiert man alle drei einzeln in Matrix-Darstellung gebrachten Terme auf und setzt {\displaystyle I=J={\frac {1}{2}}} sowie {\displaystyle g_{J}\approx 2} für das Wasserstoffatom ein, dann ergibt sich für den Hamiltonian:
{\displaystyle {\hat {H}}_{\mathrm {HFS} }=\left({\begin{array}{c|cccc}&\left(0|0\right)&\left(1|-1\right)&\left(1|0\right)&\left(1|1\right)\\\hline (0|0)&-{\frac {3A}{4}}&0&\left(\mu _{\mathrm {B} }+{\frac {g_{I}}{2}}\mu _{\mathrm {K} }\right)B&0\\(1|-1)&0&{\frac {A}{4}}-\left(\mu _{\mathrm {B} }-{\frac {g_{I}}{2}}\mu _{\mathrm {K} }\right)B&0&0\\(1|0)&\left(\mu _{\mathrm {B} }+{\frac {g_{I}}{2}}\mu _{\mathrm {K} }\right)B&0&{\frac {A}{4}}&0\\(1|1)&0&0&0&{\frac {A}{4}}+\left(\mu _{\mathrm {B} }-{\frac {g_{I}}{2}}\mu _{\mathrm {K} }\right)B\end{array}}\right)}
Die Eigenwerte dieser Matrix ergeben unter Vernachlässigung quadratischer Terme in {\displaystyle \mu _{\mathrm {K} }} für allgemeine Werte für {\displaystyle I,F} und {\displaystyle m_{F}} gerade die oben genannte Breit-Rabi-Formel.